# Culeolus sluiteri
Culeolus sluiteri is een zakpijpensoort uit de familie van de Pyuridae. De wetenschappelijke naam van de soort is voor het eerst geldig gepubliceerd in 1913 door Ritter.